# Crepidium octodentatum
Crepidium octodentatum là một loài thực vật có hoa trong họ Lan. Loài này được (Seidenf.) Szlach. mô tả khoa học đầu tiên năm 1995.